# Nutek
Nutek eller egentligen Verket för näringslivsutveckling var en svensk statlig förvaltningsmyndighet. Nutek hade till uppgift att stärka näringslivets förutsättningar och främja hållbar regional tillväxt. Myndigheten skulle dels verka för förbättrade förutsättningar för nyetablering av företag samt ökad tillväxt och livskraft i befintliga företag, dels särskilt främja näringslivets utveckling i särskilda stödområden och i övrigt verka för stärkt lokal och regional utvecklingskraft i alla delar av landet.
Nutek hette Närings- och teknikutvecklingsverket när det bildades 1991 och var en sammanslagning av flera statliga myndigheter (Statens industriverk, Styrelsen för teknisk utveckling och Statens energiverk). 2001 ändrades namnet till Verket för näringslivsutveckling.
Nutek avvecklades den 31 mars 2009 tillsammans med Glesbygdsverket och Institutet för tillväxtpolitiska studier. Den verksamhet som bedrevs vid dessa myndigheter övergick till Tillväxtverket samt Myndigheten för tillväxtpolitiska utvärderingar och analyser.

## Generaldirektörer och chefer, 1991–2000
- 1991–1992: Nore Sundberg
- 1992–1999: Birgit Erngren
- 1999–2000: Per-Ola Eriksson

## Generaldirektörer och chefer, 2001–2009
- 2001–2003:  Per-Ola Eriksson
- 2003–2004:  Sune Halvarsson (tillförordnad)
- 2004–2006: Kjell Jansson
- 2006–2009: Sune Halvarsson (tillförordnad)